# Feu de Little Castle Head
Pour les articles homonymes, voir Fastnet.
Le feu de Little Castle Head est situé sur une haute tour ronde et effilée de 26 m de haut ; la date de construction n'est pas connue. La tour porte, en son sommet, un grand panneau peint en blanc avec une rayure noire verticale servant d'amer. Son plan focal à 53 m au-dessus de la mer émet une lumière blanche de 2 secondes toutes les 6 secondes.
Localisé sur un promontoire 890 m au nord-est du feu avant de Great Castle Head. Il marque l'entrée ouest de l'estuaire de Milford Haven. Il est géré par l'autorité portuaire de Milford Haven et accessible par le sentier côtier de Pembrokeshire.

### Lien connexe
- Liste des phares du Pays de Galles